# شونسوکه ایوانوما
شونسوکه ایوانوما (انگلیسی: Shunsuke Iwanuma؛ زادهٔ ۲ ژوئن ۱۹۸۸) بازیکن فوتبال اهل ژاپن است.
از باشگاه‌هایی که در آن بازی کرده‌است می‌توان به باشگاه فوتبال کونسادول ساپورو اشاره کرد.